# Pseudodiala
Pseudodiala is een geslacht van weekdieren uit de klasse van de Gastropoda (slakken).

## Soorten
- Pseudodiala acuta (Carpenter, 1864)
- Pseudodiala aequinoctialis Gofas, 1995
- Pseudodiala corollaria Gofas, 1995
- Pseudodiala niso Gofas, 1995
- Pseudodiala puncturina Dos Santos & Absalão, 2006